# Gerard Way
Gerard Arthur Way (Summit, 9 aprile 1977) è un cantante e fumettista statunitense.
È il membro cofondatore del gruppo musicale My Chemical Romance, nonché cantante della band dal 2001 al 2013 e poi ancora dal 2019. Nel 2014 ha avviato una carriera musicale da solista.
Fumettista affermato, Way è noto soprattutto per essere il creatore, assieme a Gabriel Bá, della serie a fumetti The Umbrella Academy, da cui nel 2019 è stata tratta l'omonima serie, creata da Steve Blackman, prodotta e distribuita dalla piattaforma streaming Netflix. La serie, composta da 4 stagioni, ha riscosso un enorme successo di critica e pubblico a livello mondiale.

## Biografia

### Infanzia
Gerard Way nasce il 9 aprile 1977, a Summit, nel New Jersey, pur avendo sempre vissuto nella cittadina di Belleville. I suoi genitori, Donald e Donna Way Lee, hanno origini rispettivamente scozzesi e italiane.
Passò l'infanzia in un quartiere particolarmente pericoloso, centro di crimini di mafia e spaccio di droga, ragione per la quale gli veniva vietato il permesso di uscire a giocare. Per questo insieme al fratello minore Mikey Way iniziò a sviluppare la propria fantasia direttamente dalla propria cameretta, mostrando una naturale attitudine per il disegno e la creazione di storie e fumetti.
Grazie al supporto della nonna materna Elena Lee Rush, Gerard scoprì successivamente anche una passione per la musica. 
Quando Gerard compì otto anni, Elena gli comprò la sua prima chitarra ma Gerard riuscì a imparare ben poco, non volendo prendere lezioni private.
L'anno successivo, Gerard ebbe la sua prima esperienza col canto in pubblico quando prese parte al suo primo musical, a scuola, ottenendo il ruolo principale di Peter Pan.
Crescendo, si avvicinerà di più ai film horror, alla scena punk e metal e alle horror band come Misfits e Iron Maiden, che cita come le sue influenze principali insieme ai Queen e David Bowie.
In questo periodo, riesce a superare l'ossessione per la morte che l'aveva accompagnato durante l'infanzia a causa degli insegnamenti del catechismo cattolico. Temi che, infatti, tornano in alcuni testi dei My Chemical Romance.
La forte sensibilità continuerà comunque ad accompagnarlo per tutta la vita. Durante il corso delle scuole superiori - anche a causa del sovrappeso - si isolava e veniva ignorato, restando a disegnare e leggere fumetti, sua grande passione. Il fumetto Watchmen viene citato da Gerard come l'opera che cambiò la sua prospettiva e che gli fece capire di voler intraprendere la carriera di fumettista.
È al negozio di fumetti locali che Gerard trovò il suo primo lavoro e amava così tanto leggerne che spesso veniva pagato in fumetti. Questa esperienza finì, segnandolo, quando il negozio subì una rapina nella quale Gerard venne fatto mettere in ginocchio e minacciato con una pistola Magnum puntata alla testa.
Dopo questo episodio Gerard tornò a concentrarsi sulla musica, formando insieme al fratello Mikey una band chiamata The Raygun Jones.
Questo progetto venne poi abbandonato, ma Gerard provò subito ad entrare in un'altra band come chitarrista. Ottenne il posto, ma quando gli venne chiesto di suonare Sweet Home Alabama Gerard, sia per gusto personale che per la difficoltà della canzone, discusse con gli altri membri della band che lo mandarono via. Questo rifiuto alienò Gerard per un lungo periodo in cui non uscì spesso di casa, concentrandosi solo sulla sua arte. Dopo le superiori ebbe le prime esperienze con l'abuso di alcol, che lo accompagnò per molto tempo.

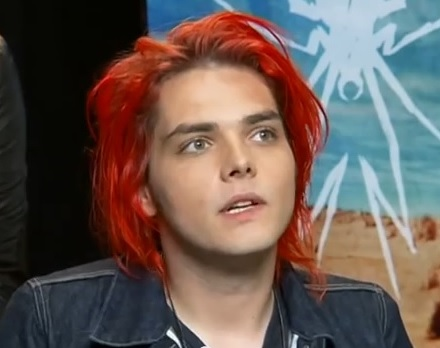
Gerard Way durante un'intervista nel 2011

### I My Chemical Romance (2001-2013, 2019-presente)
Finite le superiori decise di seguire le proprie aspirazioni e iscriversi alla Visual Art (Università delle Arti Visive) di New York. Gerard si laureò nel 1999 ma rimase a New York per lavoro, iniziando da stagista per poi diventare grafico alla Cartoon Network. Propose alla Cartoon Network il fumetto e cartone animato da lui ideato, The Breakfast Monkey, ma venne rifiutato perché troppo simile ad un cartone già in produzione. Proprio mentre si stava recando ad un colloquio di lavoro, assistette agli Attentati dell'11 settembre 2001. Sconvolto dall'evento, decise di abbandonare l'arte grafica e riprendere l'idea di una band per arrivare alle persone, e così nacquero i My Chemical Romance.

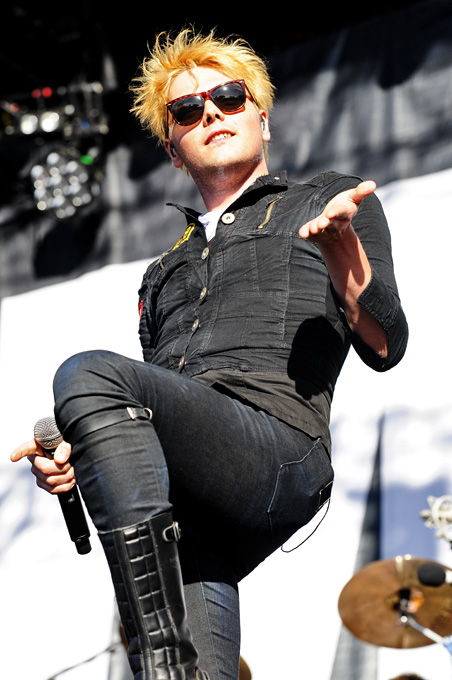
Gerard Way in concerto con i My Chemical Romance nel 2012

Gerard scrisse la prima canzone della band, intitolata Skylines & Turnstiles, pochi giorni dopo gli attentati, e riuscì a riunire vecchie conoscenze come il batterista Matt Pelissier e il chitarrista Ray Toro per dare vita al progetto. Successivamente anche il fratello Mikey si unì alla band, imparando appositamente a suonare il basso. Si aggiunse, infine, il chitarrista Frank Iero.
Nel 2002 viene pubblicato il loro primo album, I Brought You My Bullets, You Brought Me Your Love. A questo è seguito nel 2004 Three Cheers for Sweet Revenge, album dedicato alla memoria della nonna di Gerard e Mikey, Elena, deceduta nel novembre 2003. Per lei è la canzone Helena. Nel 2006 è stato pubblicato il terzo album dei My Chemical Romance, The Black Parade, che ha consacrato la loro fama a livello mondiale. Nel 2007 Gerard propose alla Dark Horse Comics un fumetto su cui sta lavorando da qualche anno, The Umbrella Academy. La casa editrice accettò di produrre il fumetto, realizzando un grande sogno di Gerard. Nel 2008 grazie a The Umbrella Academy ha vinto il prestigioso premio per autori di fumetti, l'Eisner Award.
Sempre nel 2008 collabora con i Julien-K al remix di Sleep When I'm Dead dei The Cure, inserito nel loro EP Hypnagogic States. Il 2009 lo vede invece scrivere e co-produrre il brano Safe and Sound, cantato dal giapponese Kyosuke Himuro come tema principale della versione originale del film Final Fantasy VII Advent Children Complete, la versione completa del film facente parte della celebre Compilation of Final Fantasy VII della Square Enix.
Nel 2010 è stato pubblicato il quarto album in studio dei My Chemical Romance, Danger Days: The True Lives of the Fabulous Killjoys. L'ispirazione del concept di questo album è un fumetto scritto da Gerard e Shaun Simon, intitolato semplicemente 'Killjoys', che è stato illustrato da Becky Cloonan e pubblicato il giorno del Free Comic Book Day 2013.
Nel 2012 Gerard ha realizzato con il produttore e DJ deadmau5 il brano Professional Griefers, raggiungendo un nuovo record per il costo di realizzazione del video ufficiale. Vengono infatti utilizzati per il video oltre 2.000 fan e oltre 2 mesi di post-produzione. Sempre nello stesso anno partecipa in veste di produttore esecutivo all'album I'm a UFO in This City dei LostAlone
Nel marzo 2013, dopo la pubblicazione delle 10 tracce appartenenti all'album/raccolta Conventional Weapons, annuncia lo scioglimento dei My Chemical Romance e ne spiega le ragioni in una lunga lettera pubblicata su Twitter, che conclude affermando che la band rimarrà per sempre viva nel suo cuore, in quello degli altri membri e dei fan in quanto i My Chemical Romance non sono stati semplicemente una band, ma un'idea.

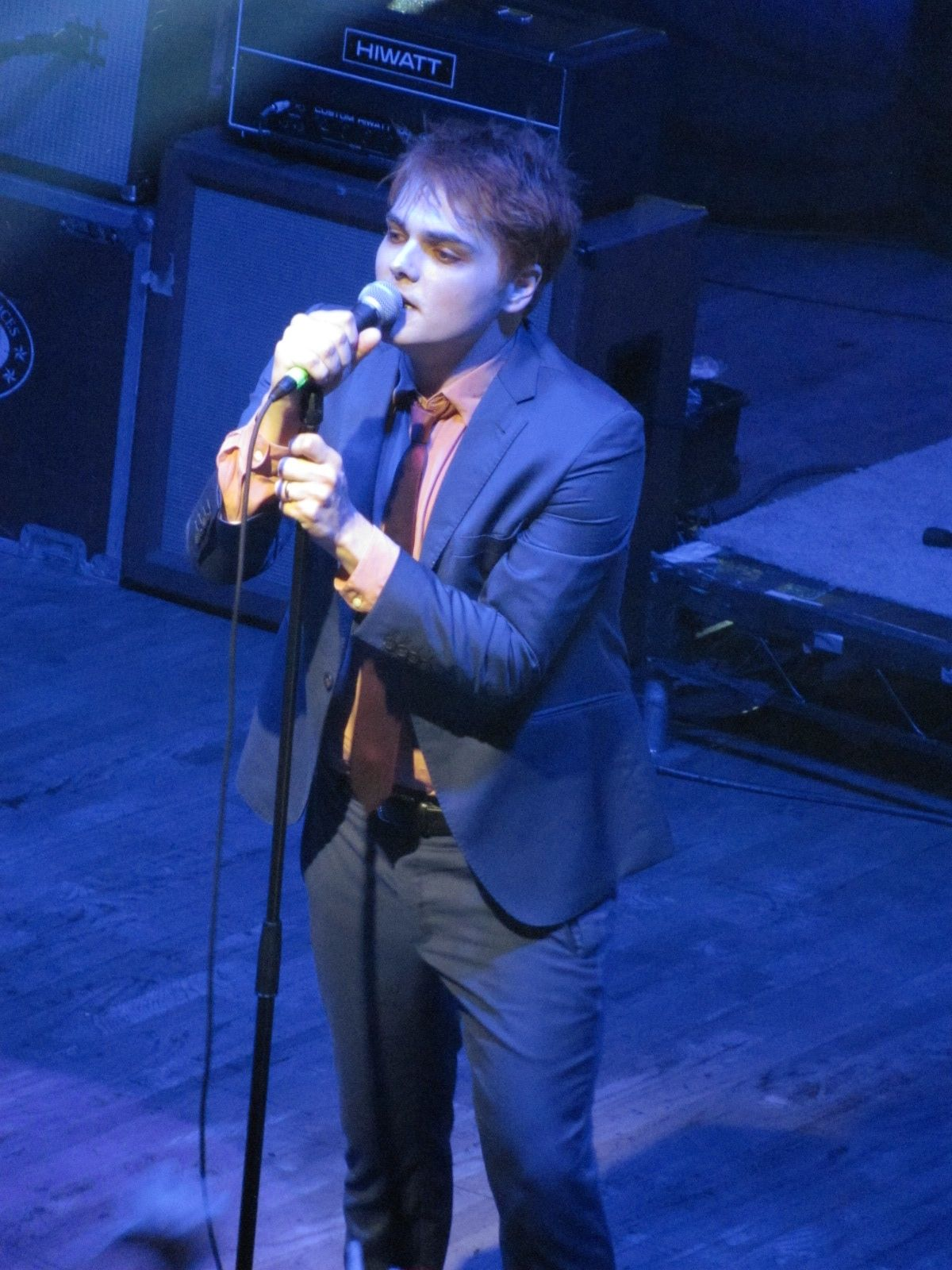
Gerard Way in concerto a New York nel 2014 durante una delle sue prime esibizioni come artista solista

Nell'ottobre 2013 Gerard annuncia su Twitter che sta lavorando a qualcosa di veramente importante, e pubblica una parte di un suo disegno in lavorazione. Questo si rivelerà la copertina della prima Greatest Hits dei My Chemical Romance, May Death Never Stop You. L'album, pubblicato nel marzo 2014, contiene le loro canzoni più conosciute e un brano inedito, Fake Your Death, composto dai membri della band prima di decidere di sciogliere il gruppo.
Il 31 ottobre 2019, sei anni in seguito allo scioglimento della band, Way – insieme al fratello Mikey Way, a Frank Iero e a Ray Toro – comunica la reunion dei My Chemical Romance, annunciando che il gruppo si esibirà nuovamente insieme il 20 dicembre dello stesso anno a allo Shrine Expo Hall di Los Angeles, in California; nei giorni successivi, il gruppo annuncia tre nuove esibizioni dal vivo in un tour internazionale, previste per l'anno 2020 in Australia, Nuova Zelanda e Giappone.
E, successivamente, verranno annunciati un tour in Nord America e altre date in: Germania, Italia, Inghilterra, Russia e Irlanda.

### Carriera solista (2014-presente)
Ad aprile 2014 arriva la notizia che Way ha registrato una canzone per il film horror Tusk, diretto da Kevin Smith e ancora in post-produzione. Nel maggio 2014 viene pubblicato il singolo Falling in Love (Will Kill You) di Wrongchilde (progetto da solista di Mat Devine dei Kill Hannah), realizzato con la collaborazione vocale di Way.
Il 5 maggio 2014 viene annunciato che Gerard Way ha firmato un contratto discografico con la Warner Bros. Records per la pubblicazione del suo primo album. Successivamente fa il suo debutto dal vivo come solista durante i festival di Reading e Leeds nell'agosto 2014, per poi annunciare un proprio tour con alcune date negli Stati Uniti, accompagnato dalla band di supporto "The Hormones".

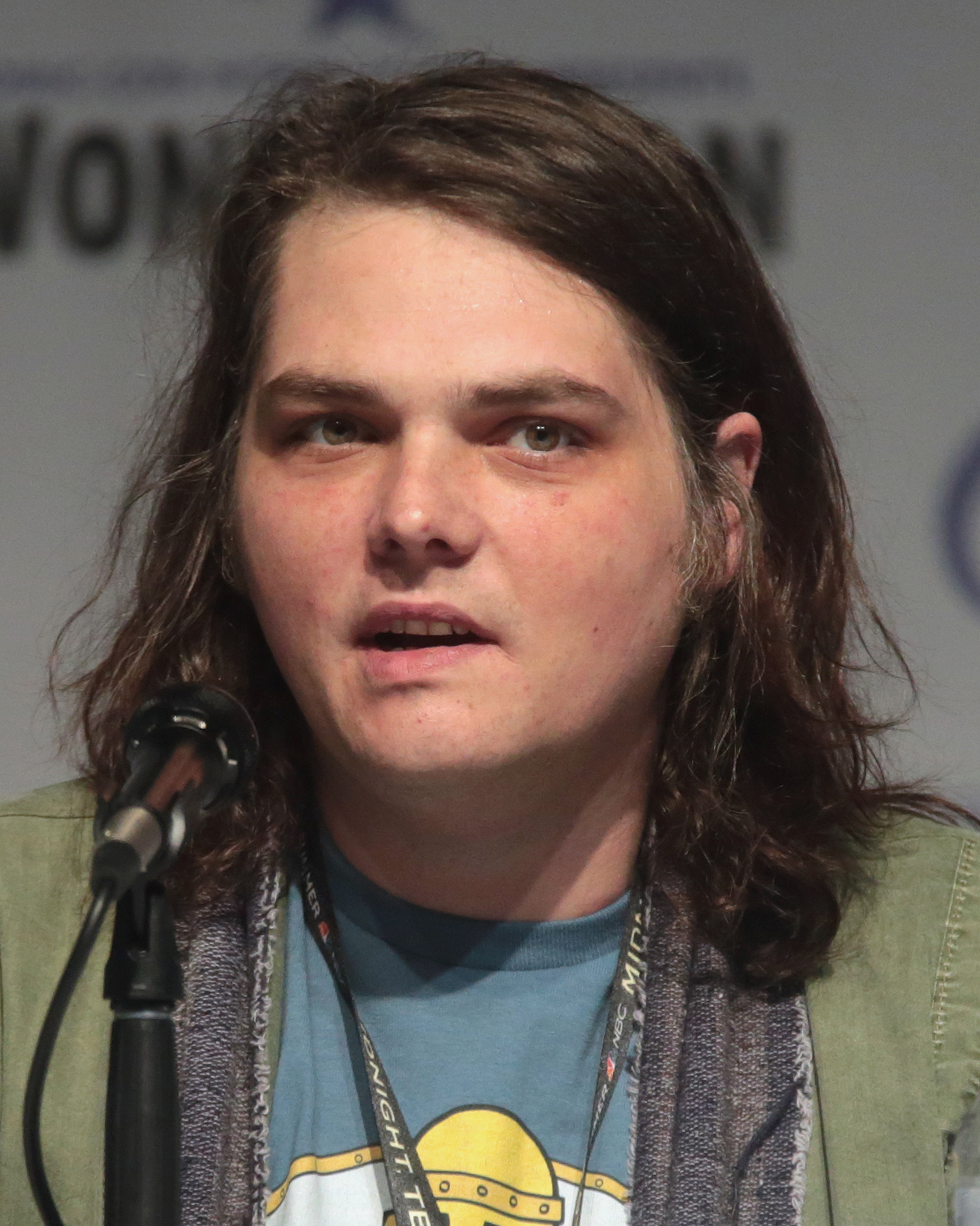
Gerard Way al WonderCon del 2017 ad Anaheim

Nel giugno 2014 esce il singolo Action Cat, che anticiperà l'album di debutto da solista del cantante. Il titolo, Hesitant Alien, viene rivelato il 14 luglio 2014 da Way stesso su Twitter. Successivamente viene annunciata anche la lista tracce e la sua data di pubblicazione, fissata per il 30 settembre. Il 19 agosto viene dato il via ai preordini dell'album e viene pubblicato il singolo No Shows, presentato il giorno prima in anteprima su BBC Radio 1. Il brano viene accompagnato da un video musicale, il primo ufficiale del cantante, pubblicato lo stesso giorno e diretto da Jennifer Juniper Stratford. L'album Hesitant Alien viene quindi pubblicato il 30 settembre, e un secondo video musicale, sempre diretto da Stratford, viene pubblicato il 6 ottobre per anticipare il terzo singolo estratto dall'album, Millions, pubblicato il 17 novembre 2014.
In occasione del Record Store Day 2016, Gerard Way pubblica due brani inediti non inseriti nell'album di debutto, Don't Try e Pinkish, per «concludere il capitolo di Hesitant Alien».
Il 26 ottobre 2018, a due anni di distanza dall'ultima produzione musicale, Way pubblica un nuovo singolo dal titolo Baby You're a Haunted House. Il 15 novembre viene pubblicato un altro singolo inedito, Getting Down the Germs, scritto insieme al musicista Ray Toro, seguito il 14 dicembre da un altro inedito, Dasher, realizzato in collaborazione con Lydia Night, cantante dei The Regrettes..
Il 24 gennaio 2019, in occasione dell'uscita del trailer della prima stagione della serie televisiva The Umbrella Academy, Way pubblica una cover del brano di Simon & Garfunkel A Hazy Shade of Winter, realizzata in collaborazione con Ray Toro. Il 7 febbraio, Way pubblica uno nuovo brano facente parte della colonna sonora di The Umbrella Academy, cover del singolo Happy Together dei The Turtles, realizzato anch'esso in collaborazione con Ray Toro.
Il 25 marzo 2022 esce il singolo Rōnin di Ibaraki, progetto black metal di Matt Heafy (già cantante dei Trivium), che vede la collaborazione vocale di Gerard Way.

## Influenze musicali
Le più grandi influenze dichiarate da Way sono Bruce Dickinson degli Iron Maiden e Geoff Rickly dei Thursday, influenze che lo spinsero a voler diventare un cantante. Inoltre da giovane ascoltava anche Metallica, Glenn Danzig, Morrissey, Misfits, The Smiths, The Cure, Queen, David Bowie e altri, che lo influenzarono significativamente nella scrittura delle canzoni per i My Chemical Romance.
Dopo aver iniziato la sua carriera da solista il suo modo di scrivere musica è mutato sensibilmente, volendo indirizzare le sue canzoni a un pubblico più adulto rispetto a quello dei My Chemical Romance:
Per la scrittura del suo album di debutto si è ispirato ad artisti quali Morrissey, David Bowie, Pulp, Blur e Pixies.

## Vita privata
Alla fine del tour in Giappone del 2004 con i My Chemical Romance, a causa di incomprensioni il batterista della band Matt Pelissier viene allontanato dalla band. Durante questo periodo di tensioni Gerard cade in un momento di depressione profonda e all'abuso di alcool si aggiungono antidepressivi, Xanax e consumo occasionale di cocaina, che una sera arrivano a fargli considerare il suicidio. Egli chiamò al telefono per chiedere aiuto al manager della band, Brian Schecter, che riuscì a calmarlo. In seguito a quella notte, Way decise di abbandonare definitivamente l'utilizzo di droghe e di disintossicarsi.
Durante il tour Projekt Revolution a cui la sua band ha preso parte nel 2007 Gerard ha incontrato di nuovo Lindsey Ballato, Lyn-Z, bassista della band Mindless Self Indulgence. I due si erano conosciuti nel 2003 quando i My Chemical Romance, non ancora famosi, avevano aperto un concerto per la band di lei. Gerard e Lindsey si sono sposati il 5 settembre 2007 e si sono stabiliti a Los Angeles, in California. La prima figlia della coppia, Bandit Lee Way, è nata il 27 maggio 2009.

## Discografia

### Con i My Chemical Romance
Album in studio
- 2002 – I Brought You My Bullets, You Brought Me Your Love
- 2004 – Three Cheers for Sweet Revenge
- 2006 – The Black Parade
- 2010 – Danger Days: The True Lives of the Fabulous Killjoys

Raccolte
- 2013 – Conventional Weapons
- 2014 – May Death Never Stop You

Album dal vivo
- 2006 – Life on the Murder Scene
- 2008 – The Black Parade Is Dead!

### Da solista
Album in studio
- 2014 – Hesitant Alien

Singoli
- 2014 – Action Cat
- 2014 – No Shows
- 2014 – Millions
- 2015 – Zero Zero
- 2016 – Pinkish/Don't Try
- 2018 – Baby You're a Haunted House
- 2018 – Getting Down the Germs
- 2018 – Dasher (feat. Lydia Night)